# فانتین گرین (یوتا)
فانتین گرین (به انگلیسی: Fountain Green) شهری در ایالت یوتا کشور ایالات متحده آمریکا است که جمعیت آن در سرشماری سال ۲۰۱۰ میلادی، ۱٬۰۷۱ نفر بوده‌است.